# Gulkämpar
Gulkämpar (Plantago maritima ssp. maritima) är en art i familjen Grobladsväxter (Plantaginaceae). Namnet anges alltid i plural ("gulkämpar"). Det är en ört med blad i rosett. Bladen är mycket långsmala, köttiga och nästan runda i tvärsnitt. Stjälken är mycket längre än bladen och bär ett långt ax av blommor. Blommorna är, liksom hos alla arter i släktet, mycket små och det är istället ståndarnas gula färg som är det tydligast synliga. Blommorna är fyrtaliga och pistillerna mognar före ståndarna (protogyni. Frukten är en lockkapsel med 2-4 frön.

## Utbredning och ekologi
Gulkämpar växer mest vid kuster. De är vanliga på strandängar och betade stränder men finns ibland i inlandet på vägkanter. Detta gäller i alla de nordiska länderna. Längs de allra nordligaste kusten finns också en annan underart, P. maritima ssp. juncoides, Ishavskämpar.

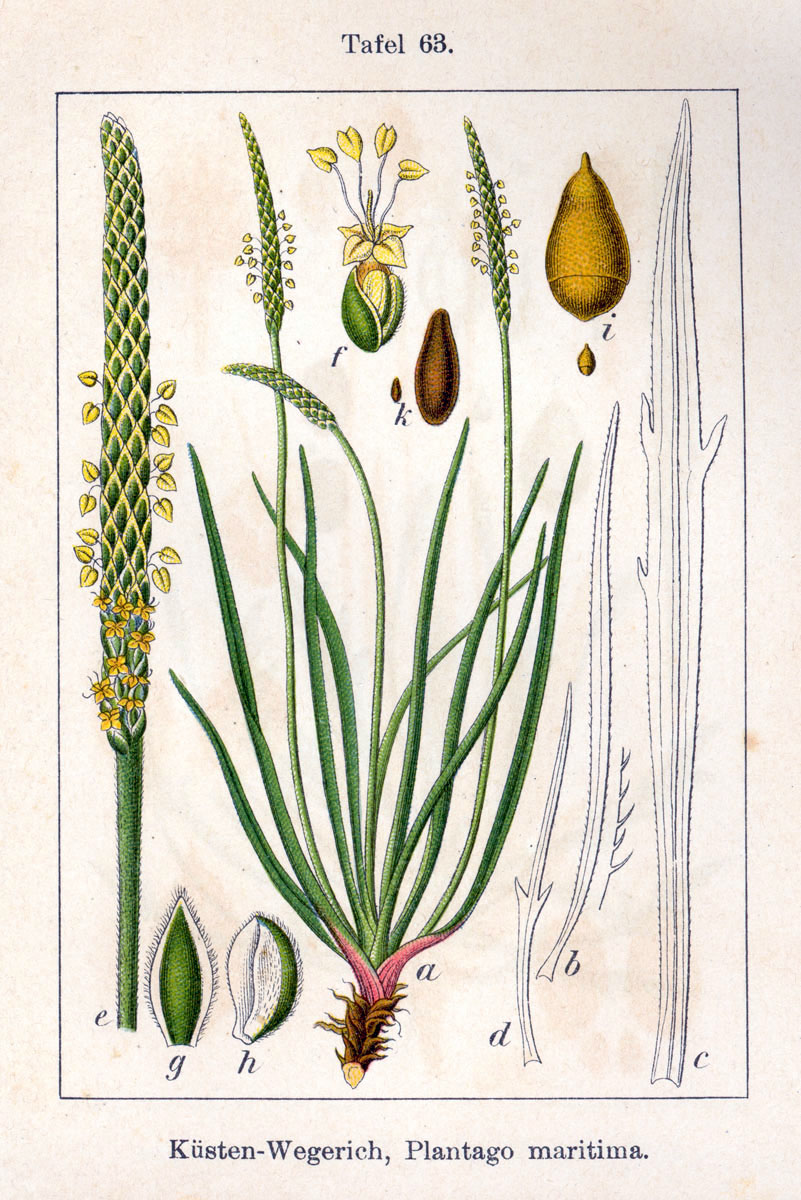

## Förväxlingsrisk
Arten kan eventuellt förväxlas med havssälting, men havssälting har sextaliga blommor, klyvfrukt och glesare blomställning.

## Fotnoter
1. ↑  Mossberg, Bo; Stenberg, Lennart. Den nya nordiska floran. Wahlström & Widstrand. sid. 567. ISBN 91-46-17584-9